# Ranunculales
Ranunculales is een botanische naam, voor een orde van tweezaadlobbige planten: de naam is gevormd uit de familienaam Ranunculaceae. Een orde onder deze naam wordt algemeen erkend door systemen voor plantentaxonomie.
De omschrijving volgens het APG-systeem (1998), het APG II-systeem (2003) en het APG III-systeem (2009) is de volgende:
- orde Ranunculales
  - familie Berberidaceae (Berberisfamilie)
  - familie Circaeasteraceae

[+ familie Kingdoniaceae ]
  - familie Eupteleaceae
  - familie Lardizabalaceae
  - familie Menispermaceae
  - familie Papaveraceae (Klaproosfamilie)

[+ familie Fumariaceae (Duivenkervelfamilie) ]
[+ familie Pteridophyllaceae ]
  - familie Ranunculaceae (Ranonkelfamilie)

waarbij de families tussen "[+ ...]" optioneel zijn, desgewenst af te splitsen
De samenstelling en plaatsing in het Cronquist-systeem (1981) was een iets andere, met name omdat aldaar de klaproosfamilie, in de ruime zin, de status kreeg van een eigen, naburige, orde (Papaverales). Cronquist plaatste de orde in een onderklasse Magnoliidae en hanteerde de volgende omschrijving:
- orde Ranunculales
  - familie Berberidaceae
  - familie Circaeasteraceae
  - familie Coriariaceae
  - familie Lardizabalaceae
  - familie Menispermaceae
  - familie Ranunculaceae
  - familie Sabiaceae
  - familie Sargentodoxaceae